# Orio dal Porto
Orio Dal Porto ( Lucca, 22 de diciembre de 1938 - Buenos Aires, 5 de agosto de 2016) fue un escultor italiano radicado en Buenos Aires conocido por su obra pública y privada. Ha creado muchos monumentos, bustos y alegorías que se encuentran emplazados en principalmente en Argentina. Destacado y reconocido internacionalmente por sus conocimientos técnicos sobre esculpido en Mármol de Carrara

## Biografía
Nació en Querceta, Lucca, Italia. Hijo del escultor italiano Dino Dal Porto, aprendió de su padre el oficio y estudió en la Academia de Escultura de Pietrasanta, donde fue discípulo de Giuseppe Ciochetti y Leone Tommasi. Durante siete años se perfeccionó en París, en el taller de Belmondo y Landowski, donde trabajó en la reproducción de La Danza de Carpeaux, hoy ubicada en la fachada de la Opera de Paris. Allí estudió en la academia de Boulevard du Montparnasse 8o en donde frecuentó a numerosos escultores, entre ellos a Carlo Signori, Jean Arp y Tarabella.
En 1963 se asentó definitivamente en Buenos Aires, Argentina, donde su vasta obra lo hace portador de una gran trayectoria y reconocimiento nacional e internacional. Entre su obra pública se cuentan los bustos de: Domingo Faustino Sarmiento, en mármol de Carrara; del Gral. José de San Martín, en Piedra Mar del Plata para varias escuelas; del dramaturgo Alejandro Casona, realizado en bronce y emplazado en el Rosedal de Palermo de la Ciudad de Buenos Aires.
En 1970 realizó el monumento en bronce del Gral. Las Heras ubicado en la Plaza República de Chile como parte el grupo escultórico en homenaje a los colaboradores del Gral. José de San Martín 
En 1971 esculpió el relieve de dos faces en granito para el Monumento a Taras Shevchenko, en colaboración con el escultor Leo Mol quien realizó la escultura en bronce del poeta emplazado en el Parque 3 de Febrero de la Ciudad de Buenos Aires.
Muchos de sus trabajos se encuentran en diferentes museos, iglesias y colecciones privadas de Argentina, como los realizados para la residencia "La Torcaza" en San Isidro del Dr. Carlos Pedro Blaquier.
El bajo relieve en mármol travertino de 9 x 2 metros que representa el "Tránsito de San José" se encuentra en el tímpano de la parroquia homónima en el barrio de Liniers, Buenos Aires.
En la Basílica de Luján se encuentra emplazada la imagen de Josemaría Escrivá de Balaguer, conjuntamente con la imagen de Don Bosco y Ceferino Namuncurá también a emplazadas en la basílica desde el mes de septiembre de 2012.
En el contexto de los festejos por los 25 años del retorno democrático, el 1 de octubre de 2008 se inauguró el busto del expresidente argentino Raúl Alfonsín encargado a Dal Porto para el Salón de los Bustos de la Casa Rosada, donde se ubican las imágenes de los presidentes constitucionales argentinos.
En mayo de 2016 la Legislatura de la Ciudad de Buenos Aires aceptó la donación del busto de Ofelio Vecchio, encargado a Dal Porto por la Asociación Civil Foro de la Memoria de Mataderos a fin de ser emplazado en la Plaza Juan L. Salaberry de dicho barrio porteño.
Ha exhibido su obra en múltiples galerías de arte y museos desde 1965, y ha sido reconocido con numerosos premios y distinciones. Fue nombrado "Ciudadano Honorable de Mataderos, el barrio donde está su taller; y le fue otorgado el premio a la trayectoria en la Casa de la Cultura de Liniers, barrio en el que vivió hasta su fallecimiento. También recibió la Medalla de Oro "Luccessi che si Sono Disttinti all Estero" (Lucchessi Distinguidos en el Exterior) como reconocimiento de la comunidad de Lucca, Italia.
Desde el año 2002 expuso en Italia en muestras colectivas y personales como: Artisti a Torino (Turín); La Versiliana, Galería Vaticano, Scultore y Scultori, Marina de Pietrasanta, (Pietrasanta), Villa Schiff (Montignoso) y Massa (Carrara).
Fue maestro de sus discípulos en su taller laboratorio de Mataderos hasta su fallecimiento en agosto de 2016

## Obra
Monumento a Taras Shevchenko, Parque 3 de Febrero, Ciudad de Buenos Aires.
Alejandro Casona, busto en bronce, Rosedal de Palermo, Ciudad de Buenos Aires.